# 미레나

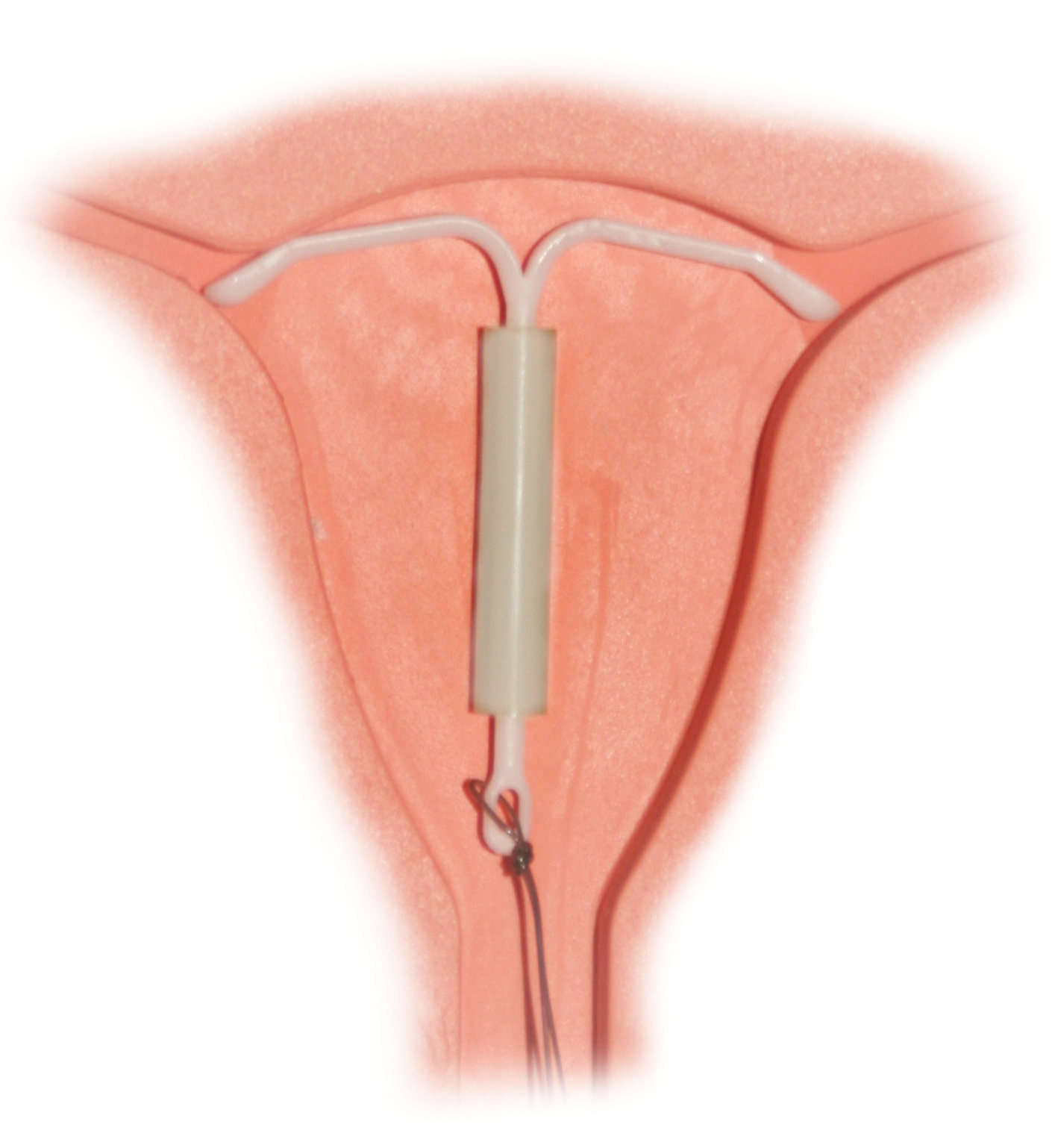

미레나(Mirena)는 호르몬 레보노르게스트렐을 자궁으로 방출시키는 자궁 내 피임 기구이다. 피임, 월경과다에 쓰인다.
1년 간 실패율이 약 0.2%에 이를만큼 피임에 탁월한 효과가 있다. 이 장치는 자궁에 위치시키며 3~7년 지속된다. 기구를 제거하는 것만으로 생식능력은 빠르게 되돌아온다.
부작용으로는 불규칙한 생리, 난소 낭종, 우울증 등이 있다.
WHO 필수 의약품 목록에 등재되어 있다.